# Chauliooestrus denudatus
Chauliooestrus denudatus (лат.) — вид серых мясных мух, единственный в составе рода Chauliooestrus из подсемейства Paramacronychiinae (Sarcophagidae).

## Распространение
Афротропика (Ангола, Ботсвана, Намибия, Южная Африка, Танзания).

## Описание
Длина 8,5 — 10 мм. Волоски лицевого гребня короткие, заметно короче первого членика жгутика усика; крыловая ячейка r4+5 открытая. Щёчная борозда сильно расширена, лицо сильно отклонено, а вибриссный угол находится значительно позади усиковой вставки; вибриссы едва отделены от других щетинистых волосков на лицевом гребне; первый флагелломер длиной не более педицеллуса; посткраниум с вертикальной складкой. Высота щеки примерно равна или превышает 0,53 высоты глаза.